# Andreas Tanberg Gløersen
Hans Andreas Tanberg Gløersen, född den 16 februari 1836 i norra Nord-Aurdals kommun i Valdres, död den 1 september 1904 i Kristiania, var en norsk ämbetsman och författare.
Gløersen blev student 1853, cand. jur. 1858, studerade forstvetenskap i Giessen, anställdes i forstväsendet på Vestlandet och var forstmästare 1866—95. Han var i Norge en föregångsman på sitt område, han genomförde de första rationella skogsplanteringarna, anlade plantskolor och arbetade med flygsandbekämpning och konstgjord utsädesavel. Han utvecklade en betydande författarverksamhet på skogs- och lantbrukets område, men också i andra frågor (exempelvis järnvägsväsendet; han låg bakom utkastet till den första planen för järnvägsbygget från Bergen til Kristiania). Genom "Landbrugstidende for Vestlandet" och genom sina "Skovtraktater" bidrog han mycket till den vestländske bondens upplysning, särskilt vad gäller skogens skötsel. Han har ganska träffande kallats för Norges Dalgas.